# Quiarol Arzú
Quiarol Arzú Flores (Jutiapa, Atlántida, Honduras, 3 de marzo de 1985) es un futbolista hondureño. Juega de defensa central.

## Trayectoria
Debutó en Liga Nacional en 2005 con el Platense. En febrero de 2010 partió al D.C. United de la Major League Soccer, en donde compartió vestuario con su compatriota Andy Najar, pero nunca llenó las expectativas del DT Ben Olsen. Regresaría ese mismo año al Platense. El 23 de junio de 2011 fichó por Marathón. En 2013 ficharía por el Hubei Huakaier de China, para luego fichar ese mismo año por el Deportivo Coatepeque de la Liga Nacional de Guatemala. 
El 11 de diciembre de 2013 fue anunciado como nuevo refuerzo del Parrillas One junto al colombiano Charles Córdoba, ambos procedentes del fútbol guatemalteco. En julio de 2014, cuando todo indicaba que sería transferido al Olimpia, refuerza al Platense de cara el Torneo Apertura 2014. Regresaría a Parrillas One para el torneo siguiente, y desafortunadamente terminan descendiendo a la Liga de Ascenso de Honduras. Fue presentado como refuerzo del Juticalpa F.C. el 15 de diciembre de 2015.

## Selección nacional
Ha sido internacional con la Selección de fútbol de Honduras en cuatro ocasiones. Debutó el 7 de septiembre de 2010 en un amistoso internacional contra la Selección de Canadá que terminó con derrota 1-2. También participó de los Juegos Olímpicos de Pekín 2008.

## Clubes
| Club                 | País           | Año       |
| -------------------- | -------------- | --------- |
| Platense             | Honduras       | 2005-2009 |
| D.C. United          | Estados Unidos | 2010      |
| Platense             | Honduras       | 2010-2011 |
| Marathón             | Honduras       | 2011-2012 |
| Hubei Huakaier       | China          | 2013      |
| Deportivo Coatepeque | Guatemala      | 2013      |
| Parrillas One        | Honduras       | 2014      |
| Platense             | Honduras       | 2014      |
| Parrillas One        | Honduras       | 2015      |
| Juticalpa F.C.       | Honduras       | 2016      |
| Deportivo Guastatoya | Guatemala      | 2017      |
| Deportivo Siquinalá  | Guatemala      | 2018-2019 |
| C.S.D. Sacachispas   | Guatemala      | 2019      |

## Palmarés

### Campeonatos internacionales
| Título                  | Club            | País           | Año  |
| ----------------------- | --------------- | -------------- | ---- |
| Preolímpico de Concacaf | Honduras Sub-23 | Estados Unidos | 2008 |